# جئو نیوز
جئو نیوز (انگلیسی: Geo News) شرکت رسانه‌ای پاکستانی است، که در سال ۲۰۰۲ تأسیس شد.